# My Own Private Selection
Albums de Muriel Moreno
Surviving the Day
(2001)
My Own Private Selection est un album de musique compilé par la chanteuse, auteur et compositrice Muriel Moreno, plus largement connue comme étant la voix emblématique du groupe Niagara.

## ÉditionCD

### Titres
| No  | Titre                                       | Paroles            | Musique            | Interprète           | Durée |
| --- | ------------------------------------------- | ------------------ | ------------------ | -------------------- | ----- |
| 1.  | Dip'n Dodge                                 | Angélique Willkie  | Angélique Willkie  | DAAU                 | 4:58  |
| 2.  | I Hate Dancing                              | Chloé              | Chloé              | Chloé                | 5:34  |
| 3.  | Leviattion Dub                              |                    | Paul Hunter        | Subtitled, The Stics | 5:06  |
| 4.  | The Silent Hill                             |                    | Snapo              | Snapo                | 5:23  |
| 5.  | How Can I Resist Kissing Her on the Cheeks? | Stef Kamil Carlens | Stef Kamil Carlens | Zita Swoon           | 4:12  |
| 6.  | Surviving the Day                           |                    | Muriel Moreno      | Muriel Moreno        | 4:27  |
| 7.  | Time                                        |                    | Kroke              | Kroke                | 5:57  |
| 8.  | Nu-horizons                                 | Ladytron           | Ladytron           | Ladytron             | 3:55  |
| 9.  | The Bell Tolls Five                         | Oscar Berven       | Peter von Poehl    | Peter von Poehl      | 3:53  |
| 10. | Marathon Man                                |                    | Bumcello           | Bumcello             | 1:32  |
| 11. | Spa                                         |                    | Dj me Dj you       | Dj me Dj you         | 3:33  |
| 12. | La Petite Bête                              | Muriel Moreno      | Muriel Moreno      | Muriel Moreno        | 3:22  |
| 13. | La Espera                                   | Migala             | Migala             | Migala               | 3:18  |

## Crédits
- Musiciens : multiples
- Voix additionnelle : Angélique Willkie (1), Felix Niklasson (9)
- Direction musicale : Muriel Moreno
- Conception pochette : DÄG
- Réalisation : Muriel Moreno
- Label : M10